# Wawrzyniec Edward Wolańczyk
 Wawrzyniec Edward Wolańczyk  ps. „Smok” (ur. 28 lipca 1918 w Laszkach k. Jarosławia, zm. 4 lipca 1998 w Gliwicach) – chorąży Armii Krajowej, kawaler Orderu Odrodzenia Polski, Harcmistrz Polski Ludowej. W czasie kampanii wrześniowej dowódca czołgu 7 TP w 2. batalionie czołgów lekkich. Członek Związku Walki Zbrojnej i Armii Krajowej w latach 1940-1943. 
Uczestnik walk w czasie powstania zamojskiego. Więzień obozów koncentracyjnych w latach 1943-1945. Uczestnik walk z UPA. Komendant Powiatowy Straży Pożarnych powiatu Lubaczowskiego w latach 1945-1948. Zasłużony wychowawca młodzieży i nauczyciel.

## Życiorys
Wawrzyniec Edward Wolańczyk urodził się 28 lipca 1918 w rodzinie Józefa i Barbary zd. Kapuściej w Laszkach powiatu Jarosławskiego.
3 listopada 1937 został powołany do czynnej służby wojskowej w 2 batalionie pancernym w Żurawicy, w którym w latach 1937-1938 ukończył szkołę podoficerską. 14 sierpnia 1939 awansowany do stopnia kaprala. Podczas kampanii wrześniowej służył w 2. Batalionie czołgów lekkich, 2 kompanii kpt. Konstantego Hajdenki jako dowódca czołgu. Był ranny w czasie walki ulicznej patrolu zwiadowczego w Sieradzu, gdzie sparował cios bagnetu przeciwnika własną dłonią. W czasie walk pod Rozprzą, mimo drugiej rany w lewą stopę i lewy nadgarstek nieprzerwanie dowodzi swoim czołgiem. Przebył szlak bojowy batalionu zakończony dostaniem się do niewoli sowieckiej 20 września 1939 w Brzeżanach. Uciekł samochodem ciężarowym do Tarnopola 31 grudnia 1939, z obozu jenieckiego w Wasylkowie koło Kijowa.
W czerwcu 1940 wstąpił do ZWZ na placówce w Tomaszowie Lubelskim (zaprzysiężony przez dr. Stefana Cybulskiego). W czasie służby na placówce zajmuje się gromadzeniem broni oraz ściganiem i likwidacją konfidentów. W sierpniu 1941 organizuje grupę dywersyjną i na polecenie dowódcy placówki wstępuje do organizacji Todt. W czasie działalności w Todt wyprowadza 20 osób z obozu przesiedleńczego w Zwierzyńcu i niszczy sprzęt wojskowy wroga. W marcu 1942 na trasie Rawa Ruska – Uhnów wraz z Bolesławem Balawandrem niszczy pociąg cystern jadący na front. 24 grudnia 1942 został aresztowany za jazdę samochodem w okresie zabronionym (świątecznym), ale ucieka z posterunku żandarmerii w Tomaszowie Lubelskim.
Z powodu dekonspiracji od stycznia 1943 przebywa w zgrupowaniu AK kpt. Stanisława Prusa ps. „Adam”. 1.02.1943 zostaje ranny w nogę w czasie boju zgrupowania Batalionów Chłopskich pod Zaborecznem, gdzie przebywa jako instruktor broni i strzelectwa. 1.06.1943 zostaje ranny po raz czwarty w czasie walk o Józefów kolo Biłgoraja. W nocy z 4/5 czerwca 1943 bierze udział w akcji odwetowej, za spacyfikowanie wsi Sochy, na kolonizatorach niemieckich w Siedliskach pod Zamościem.
29 czerwca 1943 zostaje aresztowany w czasie obławy w Narolu, gdzie przebywał na leczeniu ran. Wywieziony do Rotundy w Zamościu, przesłuchiwany i torturowany. 21 lipca 1943 wywieziony do obozu koncentracyjnego na Majdanku, a stamtąd 10 sierpnia 1943 do obozu w Peenemunde (więzień polityczny nr 351). W nocy z 17/18 sierpnia 1943 ranny w czasie nalotu alianckiego na wyrzutnie V-1. Po wyleczeniu w szpitalu w Białogardzie w październiku 1943 skierowany do obozu Waldhügellager w Świnoujściu. Tam podejrzany od szpiegostwo, skazany na piwnice głodową, którą 9 dni głodówki przetrzymało tylko dwóch osadzonych. Następnie skierowany do pracy przymusowej w fabryce benzyny syntetycznej w Policach w brygadzie przy rozbrajaniu niewypałów bomb i pocisków artyleryjskich. 29 kwietnia 1945 został wyzwolony przez wojska sowieckie.
Po powrocie w rodzinne strony zaciągnął się do Milicji Obywatelskiej Komendy Powiatowej w Lubaczowie i uczestniczył w walkach z UPA w 1945. Na własną prośbę został zwolniony z MO i skierowany na kurs oficerski do Centralnej Szkoły Pożarniczej w Warszawie. Po jego ukończeniu był organizatorem Ochotniczych Straży Pożarnych na terenie powiatu Lubaczowskiego jako Powiatowy Komendant Straży Pożarnych w latach 1945-1948. 15 kwietnia 1947 skorzystał z amnestii ujawniając swoją działalność w ramach AK i otrzymał zaświadczenie nr 52415 z Powiatowego Urzędu Bezpieczeństwa Publicznego w Lubaczowie.
Po wojnie ukończył studia wyższe uzyskując tytuł inżyniera mechanika. Od 1948 pracował jako nauczyciel w Technikum Samochodowym w Legnicy, a następnie w Gliwicach. W okresie powojennym był aktywnym instruktorem Związku Harcerstwa Polskiego uzyskując stopień instruktorski Harcmistrza Polski Ludowej. Uhonorowany Orderem Odrodzenia Polski, Złotą Odznaką Zasłużony dla Rozwoju Województwa Śląskiego i Złotym Znakiem Związku Ochotniczych Straży Pożarnych Rzeczypospolitej Polskiej oraz wieloma innymi odznaczeniami państwowymi. Zmarł 4 lipca 1998 w Gliwicach. 
Był żonaty od 1960 z Henryką Zbroją-Wolańczyk.

## Odznaczenia
1. Krzyż Kawalerski Orderu Odrodzenia Polski „Polonia Restituta” (nadany: uchwałą Rady Państwa z dn. 22.10.1975)
2. Medal Wojska 4-krotnie (nadany: 30.11.1983; nr nadania: 3/521)
3. Krzyż Partyzancki (nadany: uchwałą Rady Państwa z dn. 11.01.1964)
4. Krzyż Armii Krajowej (nadany: 30.11.1983; nr nadania: 29227)
5. Krzyż Oświęcimski (nadany: uchwałą Rady Państwa z dn. 08.04.1987)
6. Medal „Za Udział w Wojnie Obronnej 1939” (nadany: uchwałą Rady Państwa z dn. 23.05.1984)
7. Medal „Za udział w walkach w obronie władzy ludowej” (nadany: uchwałą Rady Państwa z dn. 21.11.1984)
8. Medal 40-lecia Polski Ludowej
9. Medal za Warszawę 1939–1945 (nadany: Uchwałą Rady Państwa z dn. 14.06.1968)
10. Medal Zwycięstwa i Wolności 1945 (nadany: rozkazem Ministra Obrony Narodowej w dn. 30.10.1947)
11. Medal 10-lecia Polski Ludowej
12. Brązowy Medal „Za zasługi dla Obronności Kraju”
13. Złoty Znak Związku Ochotniczych Straży Pożarnych Rzeczypospolitej Polskiej
14. Odznaką Honorowa „Za Zasługi dla Związku Kombatantów RP i Byłych Więźniów Politycznych”
15. Srebrny Krzyż z Rozetą i Mieczami „Za zasługi dla ZHP”
16. Srebrna Odznaka „Za Zasługi dla Ochrony Przeciwpożarowej”
17. Złoty Medal „Za Zasługi dla Pożarnictwa” 2-krotnie
18. Odznaka Grunwaldzka (nadana: rozkazem Ministra Obrony Narodowej w dn. 30.10.1947)
19. Odznaka pamiątkowa 2. batalionu pancernego
20. Złota odznaka „Zasłużony dla Rozwoju Województwa Śląskiego”